# Acerentulus gerezianus
Acerentulus gerezianus är en urinsektsart som beskrevs av Da Cunha 1952. Acerentulus gerezianus ingår i släktet Acerentulus och familjen lönntrevfotingar. Inga underarter finns listade i Catalogue of Life.